# Шершер, Зиновий Израилевич
Зино́вий Изра́илевич Ше́ршер (англ. Zinovy Shersher, псевдоним Зиновий Туманов; р. 12 апреля 1947, Биробиджан, Еврейская АО, СССР) — советский и американский певец, композитор, художник, продюсер.

## Образование
- Средняя школа № 25 города Курска[1].
- Детская музыкальная школа по классу скрипки города Курска[1][2]
- Детская художественная школа города Курска[1]
- Художественно-графический факультет Курского государственного педагогического института (окончил в 1970)[1]
- Музыкальное училище (1970—1974; в 1971 году перевёлся на заочное отделение)[1]
- Институт изобразительного искусства, Нью-Йорк (1981—1982)[1]

## Биография
Родился в Биробиджане в еврейской семье, вырос в Курске, куда его семья переехала в 1952 году. С детства занимался одновременно изобразительным искусством и музыкой. Играл в школьном ансамбле.
Студентом Курского государственного педагогического института в 1969 году занял первое место на курском Фестивале политической эстрадной песни; диплом вручали Александра Пахмутова и Николай Добронравов.
Закончил в 1970-м художественный институт, но понял, что рисовать «как и что положено» не хочу. Единственным путём для самовыражения мне в то время представлялась эстрада, и я сразу же поступил в музыкальное училище: у меня ведь была за спиной школа по классу скрипки.
В 1971 году был приглашён в вокально-инструментальный ансамбль «Россияне», перешёл в музыкальном училище на заочное отделение и переехал в Москву. С 1972 года руководил вокальной группой «Россиян». Позже руководил вокальным ансамблем «Факел», исполнявшим песни советских композиторов.
После 1976 года по приглашению Полада Бюль-Бюль Оглы перешёл в Эстрадный ансамбль Азербайджанской ССР, где работал вместе с Ларисой Долиной.
Карьера Шершера совпала по времени с усилением в СССР государственного антисемитизма.
Это было в «эпоху Лапина», который просто говорил: «Это не фамилия для советской эстрады» и вычёркивал тебя и из своих списков, и из жизни. Так он вычеркнул мои первые записи на радио. Это был 1974 год. Не вышла пластинка, на которой были мои песни. И никого не интересовало, что над ней работало еще двадцать человек, — Шершер, и всё.  Поскольку мы работали много правительственных концертов, мне намекнули, что фамилия Шершер — это уже слишком.
По совету Полада Бюль-Бюль Оглы был вынужден взять сценический псевдоним Туманов — по собственной популярной песне «Туман-туманище», однако, псевдоним почти ничего не изменил.
Года за три-четыре до своего отъезда я записал шикарную песню «Березы». Помните? «Берёзы, русские берёзы…» Её зарубили из-за строчки «…за то, что здесь такой стою». Спрашивали — какой такой? Наш — не наш? Советский — не советский? Потом уже я услышал эту песню в записи другого певца. Его уже не спрашивали: какой такой?
В 1979 году после распада группы Стаса Намина несколько бывших участников объединились в группу «Алые цветы», руководителем которой стал Шершер. В связи с отменой в это время двойных ставок оплаты за мультиинструментализм числился в той же группе осветителем.
В 1980 году эмигрировал из СССР в США.
Близко дружили с Евгением Павловичем Леоновым. Когда мы с Савой Крамаровым уезжали из страны, Леонов очень переживал. Сказал, что всё прекрасно понимает — если у человека есть росток чего-то, надо искать почву, на которой он разовьётся, или ты заглохнешь.
Два года занимался низкоквалифицированной работой. В 1982—1987 гг. пел в ночном клубе «Метрополь» в Нью-Йорке. В 1986 году выпустил первый сольный альбом на собственные тексты и тексты Т. Лебединской с заглавной песней «Кони», посвящённой Владимиру Высоцкому. Получив в 1987 году приглашение работать в новом ресторане, переехал с семьёй в Лос-Анджелес.
Автор настенной росписи площадью 200 м² «У нас есть будущее» в Лос-Анджелесе (1991) и восьми витражей для синагоги «Хабад» в Голливуде (1991).
Занимается активной концертной деятельностью, главным образом в США. Практикует концерты, совмещённые с выставками собственных станковых работ. Провёл более 20 персональных выставок в различных городах мира.
Совместный с Шелли Коэном альбом 2004 года Color the World with Music (обработки Коэна популярных произведений американских композиторов и новые песни Шершера) был выдвинут на премию «Грэмми».

### Семья
- Дед — Самуил Хаим Шершер (1892—1968), водитель грузовика. Женился на Голде Скляр в 1909 году.[4]
- Бабушка — Голда Шершер (урождённая Скляр, 1888—1959).[5]
- Родители:
  - Отец — Израиль Шершер (1917—1990), музыкант (трубач)[6]. Один из семи детей Самуила Хаима Шершера и Голды Шершер.[7]
  - Мать — Адель (Ида) Шершер.[8]
- Сестра — Мария Израилевна Шершер (р. 1954).[9]
- Жена — Ирина Шершер (англ. Irene Shersher).[10]
- Дети:
  - Роман Шершер (англ. Roman Shersher, р. 1977).[11]
  - Лоуренс Шершер (англ. Lawrence Shersher, р. 1980).[12]

## Участие в творческих организациях
- Член академии музыки «Грэмми»[13][14]
- Член Американского общества композиторов, авторов и издателей (англ. The American Society of Composers, Authors and Publishers, ASCAP)[15][16]

## Интересные факты
- Галерея Wine Art выпустила факсимильные бутылки коллекционных вин Испании и Франции Zinovy Shersher с изображениями картин Зиновия Шершера на этикетках.[1]

## Дискография (певец, композитор, автор текстов)
- 1986 — Сны (на собственные тексты и тексты Т. Лебединской)
- 1995 — Струна (на тексты С. Фейгинова)
- 1997 — Порванная струна (на собственные тексты)
- 2001 — Merry Cristmas (пять собственных песен и инструментальных произведений и исполнение пяти знаменитых американских рождественских песен)
- 2004 — Color the World with Music (совместно с Шелли Коэном; сопродюсер)
- 2004 — Портрет
- 2006 — Зиновий Шершер. Полная коллекция в MP3 (серия «Русскиe звёзды Америки»)

## Фильмография (музыка)
- 1990 — Охота за «Красным октябрём»

## Выставки (станковая живопись)

### Персональные выставки
- 2010 — США, Калифорния, Van Nuys, Harmony Gallery
- 2010 — США, Нью-Йорк, Julia’s Boutique
- 2009 — США, Калифорния, Woodland Hills, Petit Louvre Gallery
- 2008 — Россия, Москва, Дом русского зарубежья имени Александра Солженицына
- 2006 — США, Голливуд, Hollywood Entertainment Museum
- 2004 — США, Лос-Анджелес, Pacific Design Center
- 2003 — США, Лас-Вегас, Wine Art Gallery
- 2001 — Канада, Ванкувер, Massey Theatre and Gallery
- 2001 — США, Сиэтл, Bellevue, Meydenbauer Theatre and Gallery
- 2001 — Best Western Hotel, Cannon Beach, OR
- 2001 — Stormy Weather Arts Festival, Featured Artist
- 2001 — CANNON BEACH Fine Art Gallery, Cannon Beach, OR
- 2000 — ART 21, Las Vegas, NV
- 2000 — CASE MUSEUM, Jersey City , NJ
- 2000 — США, Нью-Йорк, Art Expo New York
- 1999 — WENTWORTH GALLERY — Washington DC,
- 1999 — New Jersey, NJ, Long Island, NY.
- 1999 — США, Калифорния, Голливуд, Hollywood Entertainment Museum
- 1999 — США, Нью-Йорк, Art Expo New York
- 1998 — Россия, Москва, Центральный дом художника
- 1998 — США, Иллинойс, Чикаго, JCC Foundation
- 1998 — Россия, Москва, Asti Gallery
- 1998 — Россия, Москва, Международный арт-салон
- 1997 — Россия, Москва, Asti Gallery
- 1997 — США, Калифорния, Лос-Анджелес, Star Theater
- 1995 — США, Калифорния, Беверли-Хиллз, E’Toile Gallery
- 1995 — США, Калифорния, Беверли-Хиллз, Art for the 90-th
- 1993 — BIRCH GALLERY, «Sound of colors», WJCC,
- 1993 — США, Калифорния, Санта-Барбара, Private Show
- 1992 — США, Калифорния, Лос-Анджелес, Art Expo California
- 1992 — США, Калифорния, Беверли-Хиллз, FUNDRAISER
- 1992 — США, Калифорния, Лос-Анджелес, Security Pacific Bank
- 1992 — США, Калифорния, North Hollywood, Bank of America
- 1991 — США, Калифорния, Беверли-Хиллз, Window Gallery
- 1990 — США, Нью-Йорк, Art Expo New York
- 1990 — США, Нью-Йорк, Soho NY and South Hampton, Mussavi Gallery
- 1988—1991 — США, Калифорния, Беверли-Хиллз, Sherberg Gallery
- 1982—1985 — США, Нью-Йорк, Бруклин, Regal Art Gallery
- 1980 — США, Нью-Йорк, Бруклин, American-Israeli Friendship Club

## Комментарии
1. ↑  Песня «Русские берёзы». Слова Талгата Нигматулина, музыка Евгения Ширяева, первый исполнитель — Мансур Ташматов.